# ソルヴェーグ (小惑星)
ソルヴェーグ (1331 Solvejg) は、小惑星帯に位置する小惑星。ソ連の天文学者グリゴリー・ニコラエヴィチ・ネウイミンがSimeiz天文台で発見した。
ノルウェーの劇作家ヘンリック・イプセンの戯曲『ペール・ギュント』の登場人物にちなんで命名された。